# Tony Scherman
Pour les articles homonymes, voir Scherman.
Tony Scherman, né le 13 août 1950 à Toronto et mort le 28 février 2023 dans la même ville, est un peintre canadien. Il est connu pour son utilisation de l'encaustique et du portrait pour représenter des personnes et des événements d'importance historique ou populaire

## Biographie
Tony Scherman naît en 1950 à Toronto.

## Travail
Tony Scherman présente des expositions personnelles dans des galeries et des musées régionaux au Canada et aux États-Unis,. Son travail expressif dépeint souvent des personnages et des événements historiques, de Napoléon à Hamlet en passant par la guerre de sécession,. Il est particulièrement connu pour un cycle de peintures de Napoléon et de la Révolution française rassemblées dans le livre d'art de 2002, Chasing Napoleon : Forensic Portraits. Scherman est également connu pour son utilisation des techniques de peinture à l'encaustique dans son travail,. Il est nommé membre de l'Académie royale des arts du Canada.